# Echeveria subcorymbosa
Echeveria subcorymbosa là một loài thực vật có hoa trong họ Crassulaceae. Loài này được Kimnach & Moran miêu tả khoa học đầu tiên năm 1994.